# Caecilia flavopunctata
Caecilia flavopunctata е вид безкрако земноводно от семейство Caeciliidae.

## Разпространение и местообитание
Видът е разпространен във Венецуела.
Обитава райони с тропически и субтропичен климат, гористи местности, градини и плантации.